# Thaba Nchu
Thaba Nchu (Thaba 'Nchu o Thabanchu) è un centro abitato del Sudafrica, situato nella provincia di Free State. 
Situata 60 km a ovest di Ladybrand e 64 km ad est di Bloemfontein, la città fu fondata nel 1893 e prende il nome dall'omonima montagna che la sovrasta, il suo nome significa montagna nera in lingua sesotho.

## Storia
L'insediamento originario risale al 1833 quando tre clan dei barolong raggiunsero l'area e vi si stanziarono.
Nel 1841 due di questi gruppi abbandonarono la zona per ritornare nel territorio dell'attuale Botswana, mentre il clan sotto la guida del capo Moroka decise di restare.
Moroka governò l'area di Thaba Nchu fino alla sua morte nel 1880, dopo la sua scomparsa si creò una disputa tra due suoi figli, Samuel Lehulere e Tshipinare, per il controllo del territorio.  
La disputa si concluse nel 1884 quando Johannes Henricus Brand, presidente dello Stato Libero dell'Orange, sfruttando l'instabilità politica derivante dalle lotte tra le due fazioni, decretò l'annessione del territorio.